# アイダール大隊
アイダール大隊（アイダールだいたい、Aidar Battalion）は、ウクライナ陸軍の突撃大隊。正式名称は第24独立突撃大隊「アイダール」（ウクライナ語: 24-й окремий штурмовий батальйон «Айдар»）。この隊はドンバス戦争に参加し、2014年にはおよそ300から400人のメンバーがいた。

## 人権侵害と戦争犯罪の申し立て
2014年9月8日、アムネスティ・インターナショナルは、アイダール大隊が拉致、違法な拘留、虐待、窃盗、恐喝、および処刑の可能性を含む戦争犯罪を犯したと非難した。

## 画像

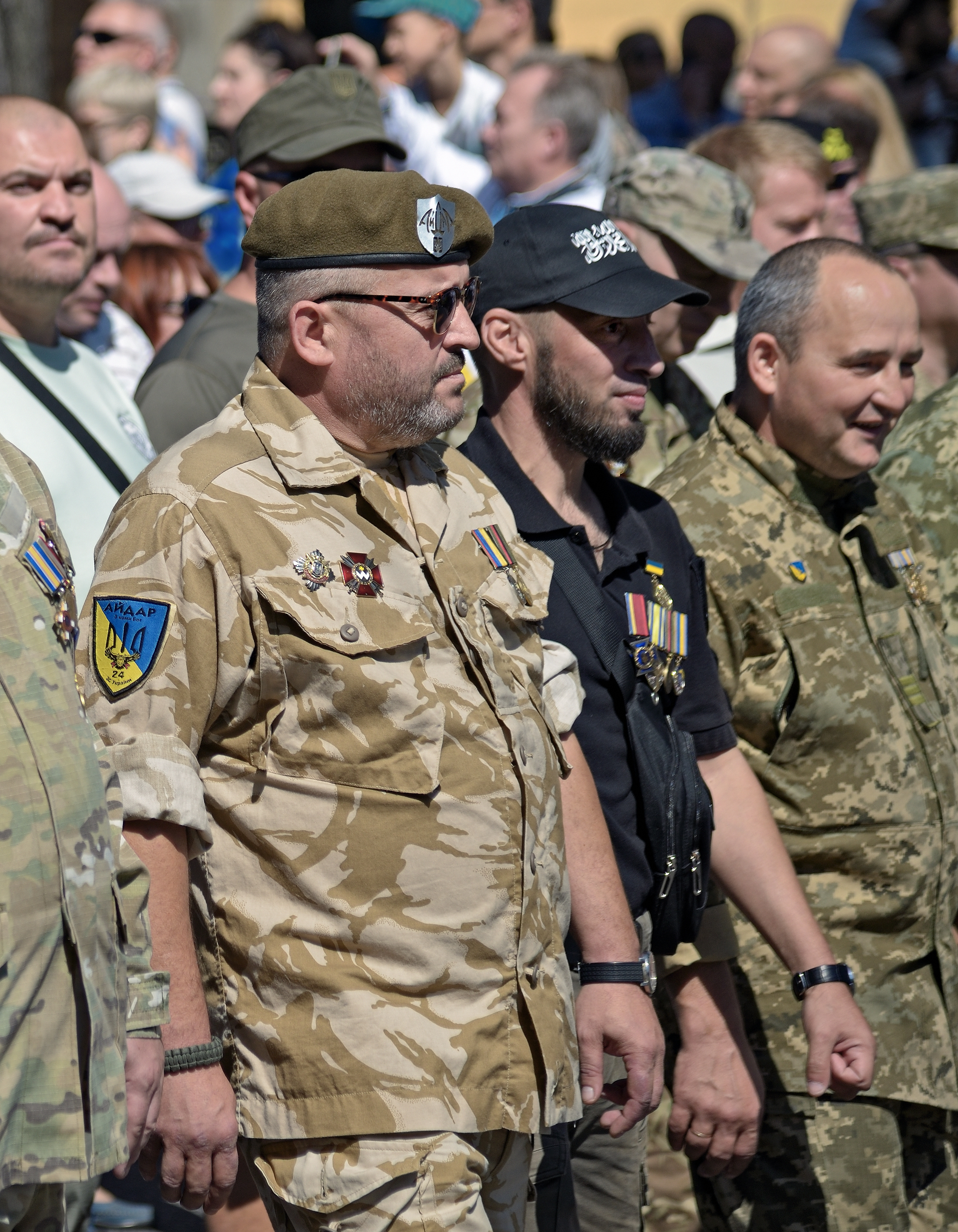
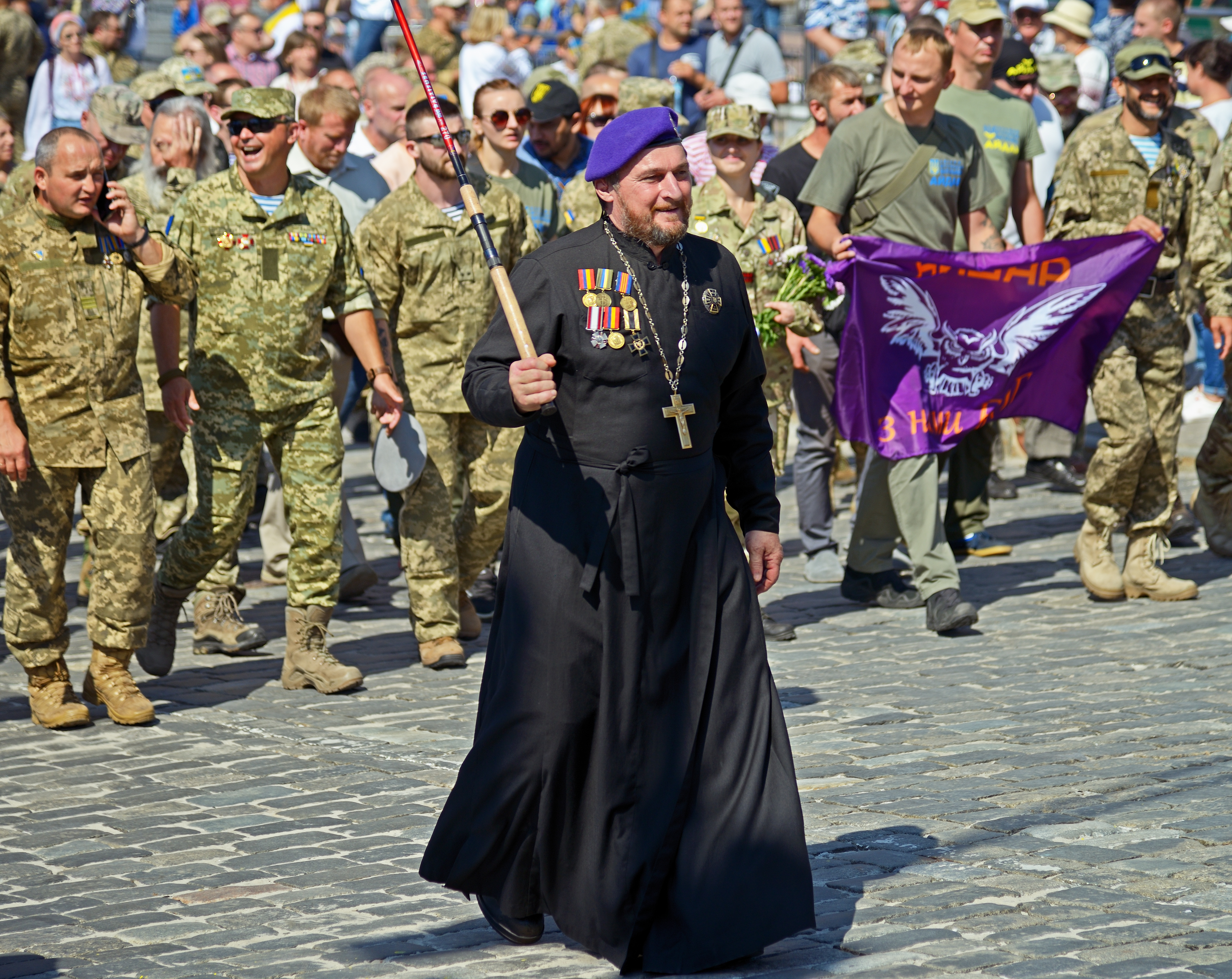
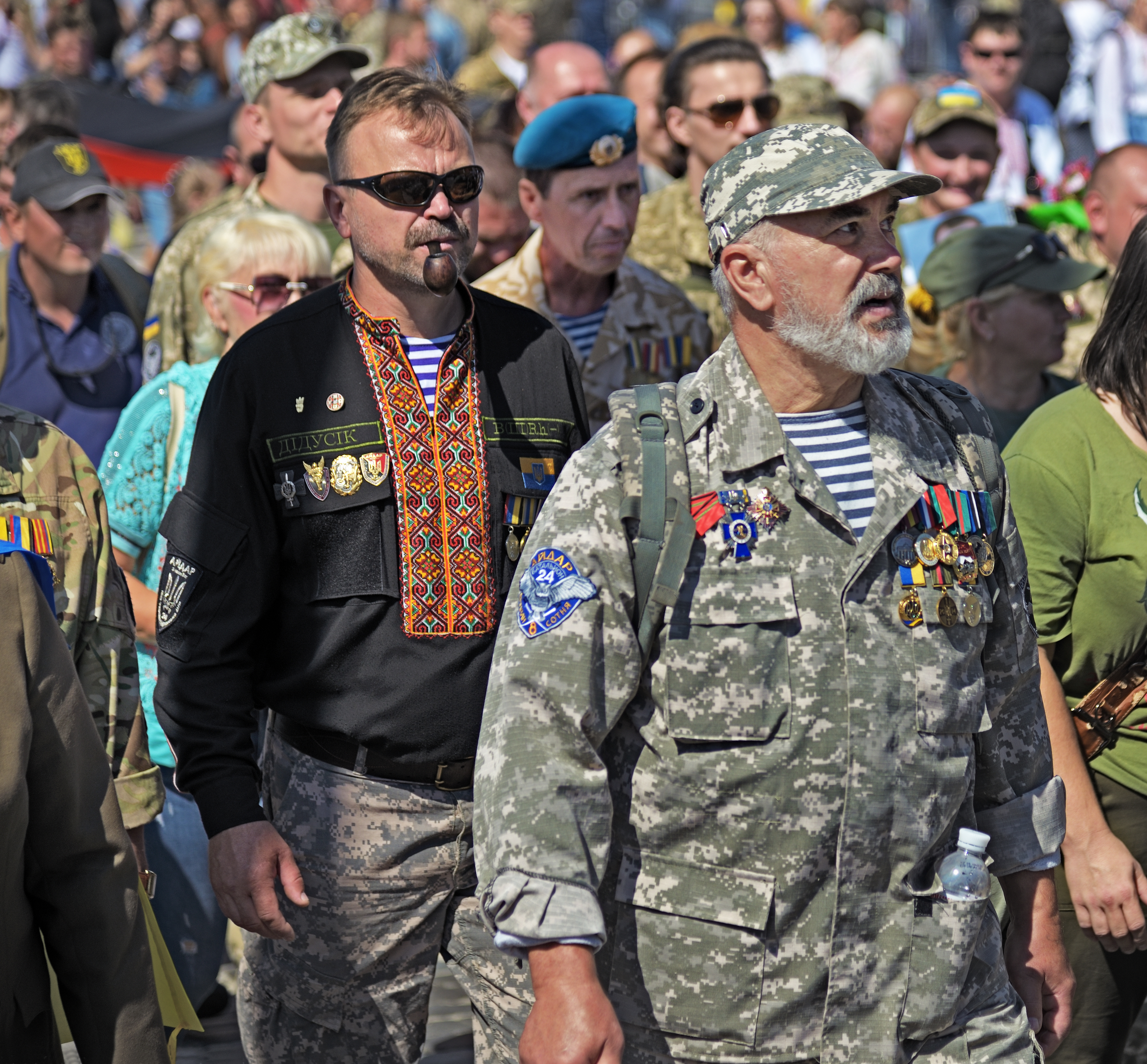
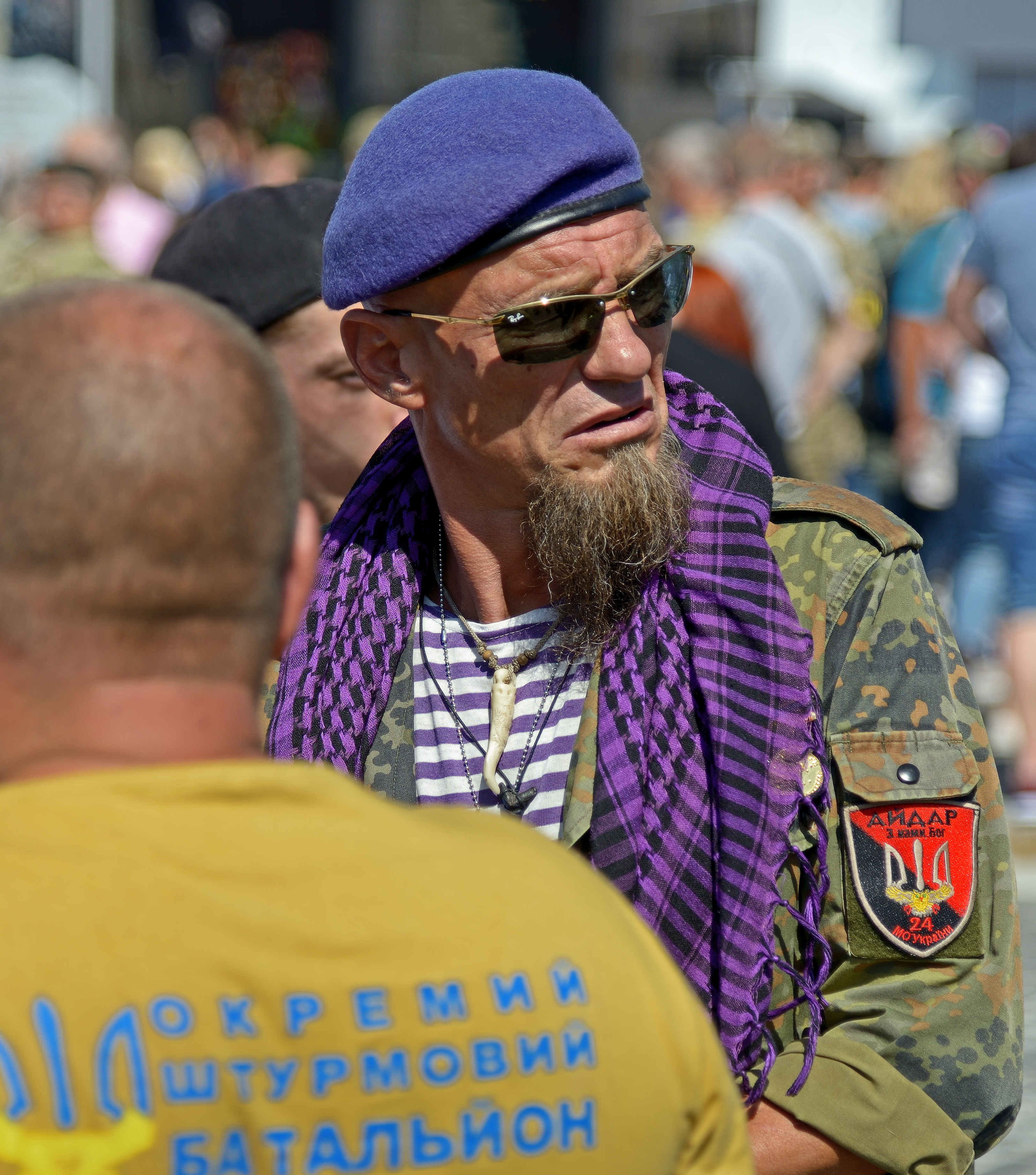